# Miguel Bosé

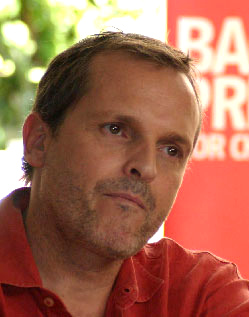
Miguel Bosé (2006)

Miguel Bosé Dominguín (* 3. April 1956 in Aries, Panama) ist ein spanischer Sänger und Schauspieler. Mit über 20 Millionen verkauften Schallplatten zählt er in Spanien, Italien und Lateinamerika zu den populärsten Musikern. 2010 erlangte er zusätzlich die kolumbianische Staatsangehörigkeit.

## Leben
Bosé ist Sohn des Toreros Luis Miguel Dominguín und der italienischen Schauspielerin Lucia Bosè. Zu den Freunden seiner Familie gehörten Pablo Picasso und Ernest Hemingway. Miguels Taufpate war Luchino Visconti. Er ging in den frühen 1970er Jahren nach London und schrieb sich dort in der Schule für Tanz und Mimik von Lindsay Kemp ein; später wechselte er auf die Schule für Tanz von Maurice Béjart in Paris.
Erste Filmerfahrungen sammelte Bosé 1973; vor allem zwischen 1976 und 1978 war er als Schauspieler sehr aktiv. Anschließend war er regelmäßig, aber seltener auf den Kinoleinwänden zu sehen.
1975 gab er mit Hilfe von Camilo Sesto sein Debüt im Musikgeschäft. Seinen ersten großen Erfolg hatte er 1977 mit dem Hit und dem gleichnamigen Album Linda. 1978 kam sein zweites Album, Miguel Bosé, mit dem Hit Anna auf den Markt.
In seiner Karriere nahm er insgesamt 21 Alben auf. Außerdem wirkte er als Schauspieler in 35 Spielfilmen mit, darunter in High Heels (1991) von Pedro Almodóvar und Die Bartholomäusnacht (1994) von Patrice Chéreau. Er inszenierte und spielte auch in Theaterstücken und moderierte von 1997 bis 1999 eine Sendung im ersten spanischen Fernsehen. 2002 moderierte er die italienische Version der spanischen Sendung Operación Triunfo, einem Format, das Elemente aus Deutschland sucht den Superstar und Big Brother verbindet.
Seit 2005 ist Bosé Botschafter der Entwicklungshilfsorganisation Oxfam.
Mit Beginn der COVID-19-Pandemie im Jahr 2020 begann Miguel Bosé über soziale Netzwerke seinen Unglauben an die Pandemie zu teilen und verteidigte die Verschwörungstheorie, welche Bill Gates, die spanische Regierung von Pedro Sánchez, die Entwicklung einer Impfung gegen COVID-19, Mikrochips und die 5G Mobilfunktechnologie in Zusammenhang bringt und als einen „makaberen Plan zur Erringung der Weltherrschaft“ bezeichnet.

## Diskografie

### Studioalben
- 1975: Soy
- 1976: Es tan fácil
- 1977: Linda
- 1978: Miguel Bosé
- 1979: Chicas! (ES: Gold)
- 1980: Miguel (ES: ×2Doppelplatin )
- 1981: Más allá (ES: Gold)
- 1983: Made in Spain (ES: Gold)
- 1984: Bandido (ES: Platin)
- 1986: Salamandra (ES: Platin)
- 1987: XXX (ES: Platin)
- 1990: Los chicos no lloran (ES: ×2Doppelplatin )
- 1993: Bajo el signo de Caín (ES: ×2Doppelplatin )
- 1995: Laberinto (ES: Platin)
- 1998: 11 maneras de ponerse un sombrero (ES: Platin)

| Jahr | Titel         | Höchstplatzierung, Gesamtwochen, AuszeichnungChartplatzierungen (Jahr, Titel, Platzierungen, Wochen, Auszeichnungen, Anmerkungen) | Höchstplatzierung, Gesamtwochen, AuszeichnungChartplatzierungen (Jahr, Titel, Platzierungen, Wochen, Auszeichnungen, Anmerkungen) | Höchstplatzierung, Gesamtwochen, AuszeichnungChartplatzierungen (Jahr, Titel, Platzierungen, Wochen, Auszeichnungen, Anmerkungen) | Anmerkungen                                                                                   |
| Jahr | Titel         | ES | US | Latin | Anmerkungen                                                                                   |
| ---- | ------------- | --- | --- | --- | --------------------------------------------------------------------------------------------- |
| 2002 | Sereno        | ES— ×2DoppelplatinES | — | Latin70 (2 Wo.)Latin | Erstveröffentlichung: 29. Januar 2002                                                         |
| 2004 | Por vos muero | ES1 Platin · (32 Wo.)ES | — | — | Erstveröffentlichung: 20. April 2004                                                          |
| 2005 | Velvetina     | ES1 Gold · (12 Wo.)ES | — | — | Erstveröffentlichung: 8. Februar 2005                                                         |
| 2007 | Papito        | ES1 ×5Fünffachplatin · (111 Wo.)ES                                                                                                | US160 (1 Wo.)US | Latin6 Platin · (28 Wo.)Latin | Erstveröffentlichung: 20. März 2007 Neuaufnahmen zuvor veröffentlichter Lieder als Duette     |
| 2010 | Cardio        | ES1 Platin · (49 Wo.)ES | — | Latin7 (5 Wo.)Latin | Erstveröffentlichung: 9. März 2010                                                            |
| 2012 | Papitwo       | ES1 Platin · (61 Wo.)ES | — | Latin5 (10 Wo.)Latin | Erstveröffentlichung: 3. September 2012 Neuaufnahmen zuvor veröffentlichter Lieder als Duette |
| 2014 | Amo           | ES4 Gold · (47 Wo.)ES | — | Latin16 (2 Wo.)Latin | Erstveröffentlichung: 4. November 2014                                                        |

grau schraffiert: keine Chartdaten aus diesem Jahr verfügbar

### Livealben
- 1991: Directo 90 (ES: Platin)
- 2002: Girados en Concierto (mit Ana Torroja, ES: ×3Dreifachplatin )

| Jahr | Titel         | Höchstplatzierung, Gesamtwochen, AuszeichnungChartplatzierungen (Jahr, Titel, Platzierungen, Wochen, Auszeichnungen, Anmerkungen) | Höchstplatzierung, Gesamtwochen, AuszeichnungChartplatzierungen (Jahr, Titel, Platzierungen, Wochen, Auszeichnungen, Anmerkungen) | Höchstplatzierung, Gesamtwochen, AuszeichnungChartplatzierungen (Jahr, Titel, Platzierungen, Wochen, Auszeichnungen, Anmerkungen) | Anmerkungen                               |
| Jahr | Titel         | ES | US | Latin | Anmerkungen                               |
| ---- | ------------- | --- | --- | --- | ----------------------------------------- |
| 2007 | Papitour      | ES3 Platin · (43 Wo.)ES | — | — | Erstveröffentlichung: 18. Dezember 2007   |
| 2010 | Cardio Tour   | ES15 (10 Wo.)ES | — | — | Erstveröffentlichung: 9. März 2010 CD+DVD |
| 2016 | MTV Unplugged | ES1 Gold · (53 Wo.)ES | — | Latin7 (5 Wo.)Latin | Erstveröffentlichung: 7. Oktober 2016     |

### Kompilationen
| Jahr | Titel                         | Höchstplatzierung, Gesamtwochen, AuszeichnungChartplatzierungen (Jahr, Titel, Platzierungen, Wochen, Auszeichnungen, Anmerkungen) | Höchstplatzierung, Gesamtwochen, AuszeichnungChartplatzierungen (Jahr, Titel, Platzierungen, Wochen, Auszeichnungen, Anmerkungen) | Höchstplatzierung, Gesamtwochen, AuszeichnungChartplatzierungen (Jahr, Titel, Platzierungen, Wochen, Auszeichnungen, Anmerkungen) | Anmerkungen                                                   |
| Jahr | Titel                         | ES | US | Latin | Anmerkungen                                                   |
| ---- | ----------------------------- | --- | --- | --- | ------------------------------------------------------------- |
| 1999 | Bravo Bosé: 30 grandes éxitos | ES97 (1 Wo.)ES | — | — | Erstveröffentlichung: 11. Oktober 1999 Charteinstieg ES: 2008 |
| 2008 | Bosegrafia 1986 - 2005        | ES30 (12 Wo.)ES | — | — |                                                               |

grau schraffiert: keine Chartdaten aus diesem Jahr verfügbar
Weitere Kompilationen
- 1982: ¡Bravo, muchachos! Los grandes éxitos de Miguel Bosé
- 1988: De Bandido A Duende (ES: Gold)
- 1999: Lo mejor de Bosé (ES: ×3Dreifachplatin )
- 2013: Colección definitiva

### Singles
| Jahr | Titel Album                 | Höchstplatzierung, Gesamtwochen, AuszeichnungChartplatzierungen (Jahr, Titel, Album, Platzierungen, Wochen, Auszeichnungen, Anmerkungen) | Höchstplatzierung, Gesamtwochen, AuszeichnungChartplatzierungen (Jahr, Titel, Album, Platzierungen, Wochen, Auszeichnungen, Anmerkungen) | Anmerkungen                                                         |
| Jahr | Titel Album                 | ES | Latin | Anmerkungen                                                         |
| --- | --------------------------- | --- | --- | ------------------------------------------------------------------- |
| 1977 | Linda                       | ES27 (2 Wo.)ES | — | Charteinstieg ES: 2012                                              |
| 1984 | Amante bandido Bandido      | ES9 Platin · (4 Wo.)ES | — | Charteinstieg ES: 2000                                              |
| 1987 | Nena Bandido                | — | Latin48 (2 Wo.)Latin |                                                                     |
| 1988 | Como un lobo XXX            | ES— PlatinES | Latin49 (1 Wo.)Latin |                                                                     |
| 2001 | Morenamía Sereno            | ES7 (4 Wo.)ES | — |                                                                     |
| 2007 | Nena Papito                 | — | Latin27 (8 Wo.)Latin | feat. Paulina Rubio                                                 |
| 2007 | Morena Mia Papito           | ES— GoldES | Latin48 (1 Wo.)Latin | feat. Julieta Venegas                                               |
| 2008 | Como Un Lobo Papito         | — | Latin38 (8 Wo.)Latin | feat. Bimba Bose                                                    |
| 2010 | Estuve a punto de... Cardio | ES13 (15 Wo.)ES | — | Erstveröffentlichung: 23. Januar 2010                               |
| 2012 | Linda Papitwo               | ES18 (2 Wo.)ES | — | Erstveröffentlichung: 3. September 2012 feat. Malú                  |
| 2014 | Encanto Amo                 | ES39 (1 Wo.)ES | — | Erstveröffentlichung: 4. November 2014                              |
| Folgende Lieder erschienen nicht als Single, wurden aber durch das Album zum Download und Streaming bereitgestellt und konnten somit eine Platzierung erlangen: |                             | | |                                                                     |
| |                             | | |                                                                     |
| 2023 | Si Te Pegas Playa Saturno   | ES49 Gold · (4 Wo.)ES | — | Erstveröffentlichung: 7. Juli 2023 Rauw Alejandro feat. Miguel Bosé |

grau schraffiert: keine Chartdaten aus diesem Jahr verfügbar
Weitere Singles
- 1978: Anna
- 1978: Amor mio, cómo estás?
- 1979: Super Superman
- 1979: Shoot Me in the Back
- 1980: Olympic Games
- 1980: Te amaré
- 1981: Marchate ya
- 1981: You Can’t Stay the Night
- 1981: Si esto es amor
- 1982: Bravi ragazzi
- 1983: Non siamo soli
- 1983: Fuego
- 1984: Sevilla
- 1984: Miraggi
- 1986: Nena
- 1987: Aire soy
- 1990: Los chicos no lloran
- 1991: Madrid, Madrid
- 1993: Si tú no vuelves; weitere Veröffentlichungen des Titels 2007 (mit Shakira auf dem Album Papito)[5] und 2019 (mit Ha*Ash auf deren Album En Vivo)[6]
- 1996: La auto-radio canta
- 1998: Muro
- 1999: No hay un corazón que valga la pena
- 2004: Amor del Bueno (mit Reyli)
- 2005: Down with Love
- 2007: Nena (mit Paulina Rubio)
- 2008: Hacer Por Hacer (mit Gloria Gaynor)
- 2011: Sea lo que sea sera (feat. Above & Beyond)

### Videoalben
- 2007: Papitour (ES: Gold)
- 2011: Cardio Tour

## Auszeichnungen für Musikverkäufe
| Silberne Schallplatte - Europa (Impala) - 2010: für das Album Cardio Goldene Schallplatte - Argentinien - 2007: für das Album Papito - Europa (Impala) - 2008: für das Album Papito - Mexiko - 2001: für das Album Sereno - 2005: für das Album Velvetina - 2023: für die Single Si tú no vuelves - Spanien - 2024: für die Single Si tú no vuelves Platin-Schallplatte - Mexiko - 2001: für das Album Girados en Concierto - 2004: für das Album Por vos muero - 2008: für das Album Papitour - 2017: für das Album MTV Unplugged - 2021: für die Single Amor del Bueno | 3× Goldene Schallplatte - Mexiko - 2010: für das Album Cardio 2× Platin-Schallplatte - Chile - 2001: für das Album Girados en Concierto - Mexiko - 2000: für das Album Lo Mejor De Bosé - 2012: für das Album MTV Unplugged 4× Platin-Schallplatte - Mexiko - 2008: für das Album Papito |

Anmerkung: Auszeichnungen in Ländern aus den Charttabellen bzw. Chartboxen sind in ebendiesen zu finden.
| Land/RegionAuszeichnungen für Musikverkäufe (Land/Region, Auszeichnungen, Verkäufe, Quellen) | Silber  | Gold       | Platin       | Verkäufe  | Quellen                                                        |
| -------------------------------------------------------------------------------------------- | ------- | ---------- | ------------ | --------- | -------------------------------------------------------------- |
| Argentinien (CAPIF)                                                                          | —       | Gold1      | —            | 20.000    | capif.org.ar (Memento vom 20. August 2011 im Internet Archive) |
| Chile (IFPI)                                                                                 | —       | —          | 2× Platin2   | 50.000    | Einzelnachweise                                                |
| Europa (Impala)                                                                              | Silber1 | Gold1      | —            | (130.000) | Einzelnachweise                                                |
| Mexiko (AMPROFON)                                                                            | —       | 4× Gold4   | 14× Platin14 | 1.385.000 | amprofon.com.mx                                                |
| Spanien (Promusicae)                                                                         | —       | 11× Gold11 | 31× Platin31 | 3.160.000 | elportaldemusica.es ES2 ES3                                    |
| Vereinigte Staaten (RIAA)                                                                    | —       | —          | Platin1      | 60.000    | riaa.com                                                       |
| Insgesamt                                                                                    | Silber1 | 17× Gold17 | 48× Platin48 |           |                                                                |

## Filmografie (Auswahl)
- 1977: Der Mann aus Virginia (California)
- 1977: Suspiria
- 1985: Star Knight – Der Herr der Sterne (El caballero del dragón)
- 1987: Das Geheimnis der Sahara (Il segreto del Sahara)
- 1991: High Heels (Tacones lejanos)
- 1994: Die Bartholomäusnacht (La reine Margot)
- 1996: Libertarias